# Arnaldo Antonio Gauna
Arnaldo Gauna (n. Asunción, Paraguay; 29 de abril de 1989) es un futbolista paraguayo que juega como delantero y su actual equipo es el Deportivo Itapuense de la División Intermedia de Paraguay.

## Trayectoria

### Inicios
Se inició jugando para clubes de su país natal como Sol de América, River Plate de Asunción, Resistencia SC, Deportivo Santiní y Ovetense FC.

### Santa Rita y Olmedo
En el 2017 llegó al fútbol ecuatoriano para jugar por el Santa Rita, posteriormente pasó al CD Olmedo; equipo dónde en la temporada 2018 se convirtió en uno de los goleadores de la Serie B de Ecuador al anotar 15 goles en 39 partidos jugados, y con el cual consiguió el ascenso a la Serie A de Ecuador.

### Atlético Porteño
En la temporada 2019 se hace oficial su contratación por Atlético Porteño, como nuevo refuerzo del equipo luego de conseguir su ascenso a la Serie B, al quedar subcampeón de la Segunda Categoría de Ecuador. El 18 de agosto de 2019 por la quinta fecha del campeonato ecuatoriano Serie B 2019 marcó un triplete en la victoria de su equipo 3-2 ante Independiente Jrs.

### 9 de Octubre Fútbol Club
En el 2020 es contratado por el 9 de Octubre Fútbol Club.

## Clubes
| Club                | País     | Año           |
| ------------------- | -------- | ------------- |
| Sol de América      | Paraguay | 2009-2010     |
| River Plate         | Paraguay | 2011-2012     |
| Resistencia SC      | Paraguay | 2012          |
| Deportivo Santiní   | Paraguay | 2015          |
| Ovetense FC         | Paraguay | 2017          |
| Santa Rita          | Ecuador  | 2017          |
| C. D. Olmedo        | Ecuador  | 2018          |
| Atlético Porteño    | Ecuador  | 2019          |
| 9 de Octubre        | Ecuador  | 2020          |
| Chacaritas F. C.    | Ecuador  | 2021          |
| Liga de Portoviejo  | Ecuador  | 2021          |
| Deportivo Santaní   | Paraguay | 2022          |
| Deportivo Itapuense | Paraguay | 2022-presente |

### Hat-tricks
| 1 | 18 de agosto de 2019 | Estadio La Cocha | Independiente Juniors - Atlético Porteño |  | 2 - 3 | Serie B de Ecuador 2019 |